# Зелесген (метеорит)
Зелесген (Seeläsgen, інша назва Przełazy) — залізний метеорит, що належить до октаедритів IA, знайдений у селі Пшелази в Польщі, яке тоді називалось німецькою назвою Зелесген.
Метеорит вагою близько 102 кг випадково знайшов під час дренажних робіт на лузі фермер із Пшелаз. Метеорит продали ковалю в Сулехуві, де в 1847 році на неї натрапив якийсь механік. Коли виявилося, що вирізаний зразок походить від метеорита, його перевезли до Вроцлава.
Відкриття метеорита Зелесген відбулося через кілька місяців після падіння метеорита Браунау, в якому були виявлені лінії Неймана, також знайдені в метеориті Зелясген.
Метеорит Зелесген має типову структуру для представників групи IA октаедрів. Має численні вростання троіліту, шрайберзиту та графіту. У відомих уламках метеорита лише когеніт присутній у надзвичайно малих кількостях. Передбачається, що метеорити Мораско і Зелесген можуть належати до одного падіння. Зараз у Польщі метеорит Зелесген знаходиться в колекціях Мінералогічного музею у Вроцлаві, Ольштинського планетарію, Геологічного музею Польської академії наук у Варшаві та Геологічного музею Ягеллонського університету у Кракові.